# Amaya (nombre)
Amaya o Amaia es un nombre propio femenino y también apellido toponímico en español, que no tiene equivalencia masculina. Tiene una doble etimología, por una parte la toponímica que hace referencia a Peña Amaya en la provincia de Burgos, cuya etimología es indoeuropea proveniente de la raíz «amma» que quiere decir madre, y que hace referencia a la «ciudad madre». La otra etimología corresponde a la protagonista de la novela de 1877: Amaya o los vascos en el siglo VIII de Francisco Navarro Villoslada, que le puso ese nombre que en euskera «amai + a» (el final), que lo popularizó como nombre en Navarra y el País Vasco.
Según el INE, a fecha 01/01/2021 en España llevan el nombre de Amaya:  9.979 mujeres y el nombre de Amaia: 14.451 mujeres; haciendo un total de 24.430 mujeres, es usado en toda España, principalmente en las provincias de Guipúzcoa (1,179%),  Navarra (1,005%), Vizcaya (0,951%) y Álava (0,803%).

## Variaciones
- Amaia: variante con la grafía del euskera batua.